# Палош, Георгий Степанович
Георгий Степанович Палош (укр. Георгій Степанович Палош; 27 апреля 1926 года, Ильница — 3 декабря 2012, Львов) — старший буровой мастер Львовской геологической экспедиции треста «Киевгеология» Министерства геологии Украинской ССР. Герой Социалистического Труда (1966).
Родился в 1926 году в селе Ильница, Чехословакия (сегодня — Закарпатская область, Украина). С 1946 года трудился рабочим в Львовской геологической экспедиции на разработке месторождений серы и калийный солей Львовско-Волынского угольного бассейна в Прикарпатье. С 1950-х годов — старший буровой мастер Львовской геологической экспедиции Киевского геологоразведочного треста Моршинской геологоразведочной партии Львовской области.
В 1962 году бригада Григория Палоша первой в СССР освоила метод бурения направленных скважин в соляных отложениях Прикарпатья, в результате чего значительно увеличилась производительность труда и бригада досрочно выполнила социалистические обязательства и производственный план Семилетки (1959—1965) по добыче полезных ископаемых. Указом Президиума Верховного Совета СССР от 4 июля 1966 года удостоен звания Героя Социалистического Труда «за выдающиеся успехи, достигнутые в выполнении заданий семилетнего плана по развитию геологоразведочных работ, открытию и разведке месторождений полезных ископаемых» с вручением ордена Ленина и золотой медали «Серп и Молот».
После выхода на пенсию проживал во Львове, где и умер 18 сентября 2012 года и был похоронен на Сиховском кладбище.